# Anthrenus munroi
Anthrenus munroi es una especie de escarabajo de piel del género Anthrenus, categorizada en la tribu Anthrenini, de la subfamilia Megatominae. Mide aproximadamente 2-4 mm de longitud.

## Distribución
Se distribuye por Bulgaria, Córcega, Chipre, Francia, Italia, Macedonia, España, Turquía, Ucrania: Crimea, Argelia, Libia, Marruecos, Túnez, Israel, Jordania, Líbano y Siria.

## Taxonomía
Fue descrita por Hinton en 1943.